# Commerce Court West
La Commerce Court West est un gratte-ciel situé à Toronto, au Canada. Construite en 1972, œuvre du cabinet d'architectes Ieoh Ming Pei, elle a été rénovée en 1993.
Mesurant 239 mètres, et comptant 57 étages, elle fut jusqu'en 1976 le plus haut édifice de bureaux de la ville, dépassant la TD Tower, jusqu'à la construction de la First Bank Tower.
Elle accueille le siège social de la Banque Canadienne Impériale de Commerce et la firme d'avocats Blakes.
Commerce Court West fait partie d'un complexe de quatre bâtiments, distingués par un nom référant à un point cardinal, érigés à différentes époques, et dans des styles divers également.